# Synagoge (Ingwiller)

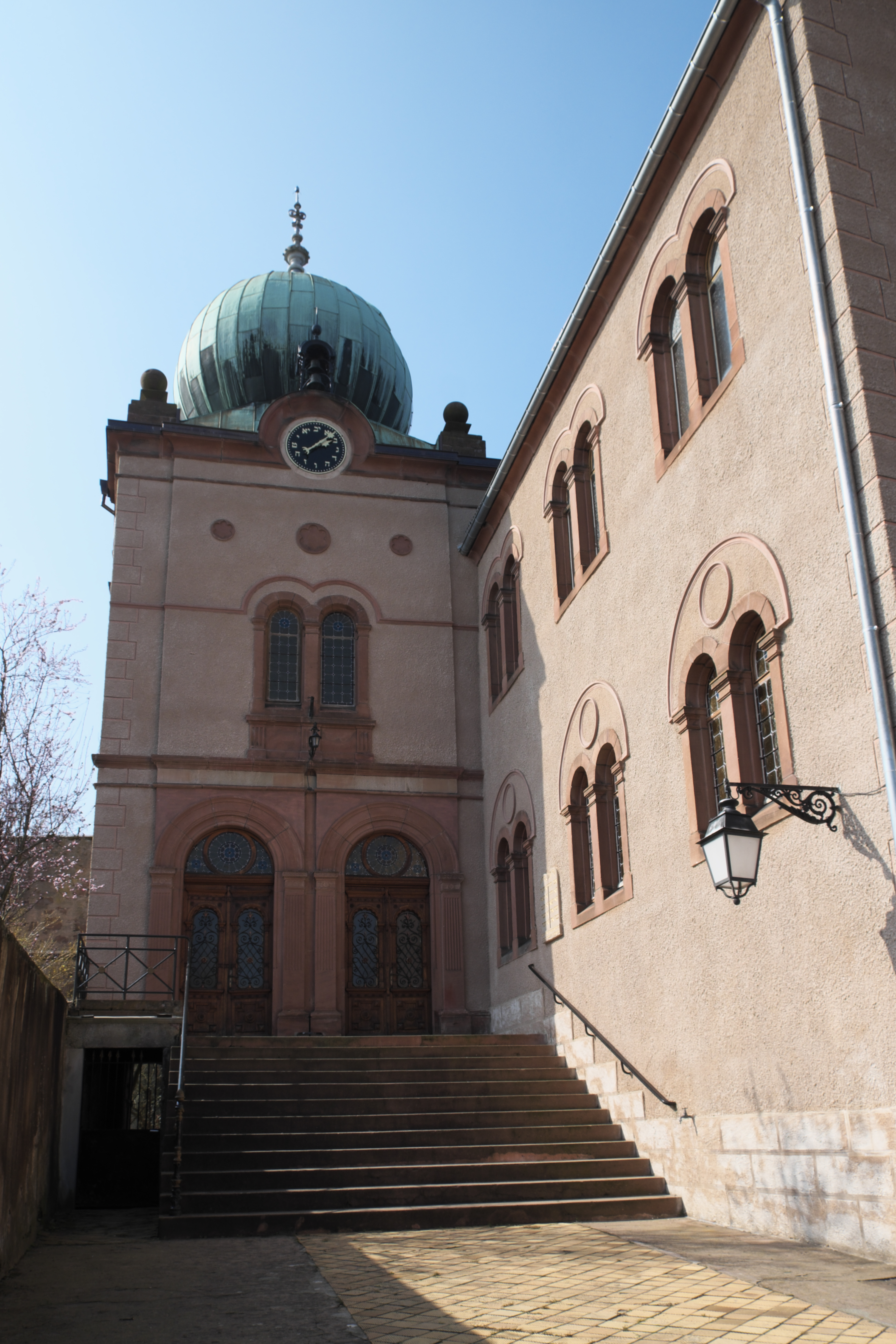
Eingangsbereich

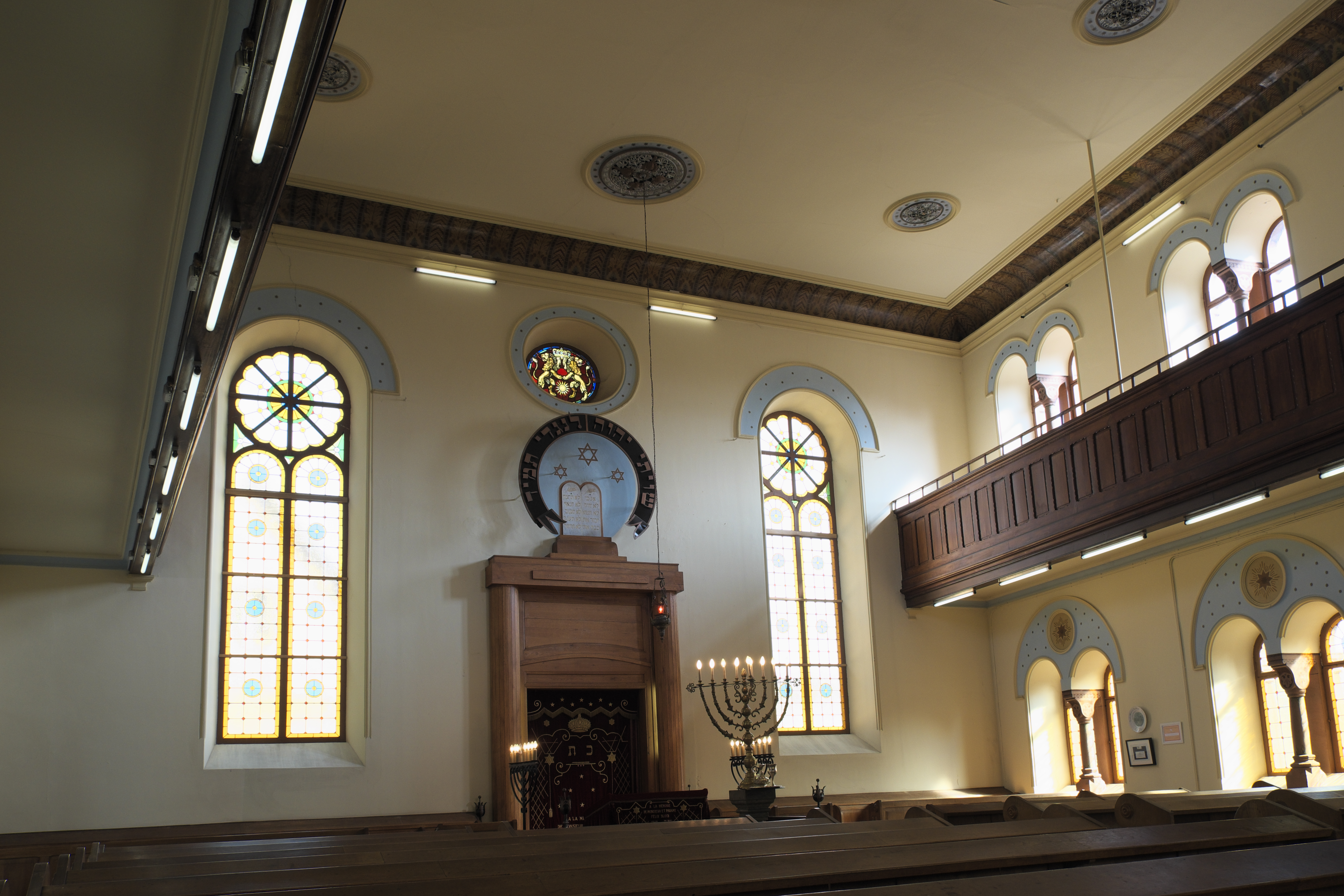
Innenansicht mit Frauenempore und Toraschrein

Die Synagoge in Ingwiller, einer französischen Stadt im Département Bas-Rhin in der historischen Region Elsass, ist eine Synagoge, die heute nicht mehr für Gottesdienste genutzt wird. Das Gebäude befindet sich an der Nr. 3, cour du Château.

## Geschichte
Die Synagoge wurde 1822 auf den Fundamenten eines ehemaligen Schlosses der Herren von Hanau-Lichtenberg errichtet. Im Jahr 1891 wurde die Synagoge erweitert. Während des Zweiten Weltkriegs wurde sie von den Nationalsozialisten geplündert und demoliert. Dem evangelischen Pfarrer Émile Brunner gelang es, kurz vorher die meisten der Sakralgegenstände, insbesondere die Thora-Rollen, sicherzustellen. Er versteckte sie in seinem Presbyterium. Nach dem Krieg wurde die Synagoge wieder restauriert. Mittlerweile wird sie nicht mehr für Gottesdienste genutzt.